# Inge Bervoets
Inge Bervoets is een Nederlands langebaanschaatsster.
In het najaar van 2010 naam Bervoets zowel deel aan de Nederlandse kampioenschappen afstanden, als het NK Sprint.
In 2011 werd ze bij de junioren Nederlands Kampioen bij de Meiden A.

## Records

### Persoonlijke records[2]
| Afstand    | Tijd    | Datum            | Baan       |
| ---------- | ------- | ---------------- | ---------- |
| 500 meter  | 39,92   | 30 december 2011 | Heerenveen |
| 1000 meter | 1.20,52 | 29 december 2011 | Heerenveen |
| 1500 meter | 2.07,17 | 8 maart 2008     | Heerenveen |
| 3000 meter | 4.40,03 | 30 november 2007 | Heerenveen |